# Pteralopex anceps
Pteralopex anceps — вид рукокрилих, родини Криланових.

## Поширення, поведінка
Країни поширення: Папуа Нова Гвінея, Соломонові острови. Висотний діапазон: від рівня моря до 1900 м над рівнем моря.